# Henri Barda
Pour les articles homonymes, voir Barda.
Henri Barda est un pianiste français né au Caire le 26 juin 1941.

## Biographie
Henri Barda a été l’élève, au Caire, d'Ignace Tiegerman, puis, à Paris, de Lazare-Lévy de 1957 à 1964, et au Conservatoire national supérieur de musique et de danse de Paris. Il y obtient en deux ans un Premier prix de piano dans la classe de Joseph Benvenuti et un Premier prix de musique de chambre dans la classe de Jean Hubeau.
Le 3 décembre 1964, grâce à Joseph Benvenuti, Henri Barda donne son premier concert à la salle de l'ancien Conservatoire avec au programme : deux chorals de Jean-Sébastien Bach-Ferruccio Busoni, les Scènes d’Enfants de Robert Schumann, la Sonate Funèbre de Frédéric Chopin et la Sonate n°7 de Serge Prokofiev.
De 1967 à 1971, il a aussi étudié quatre ans à la Juilliard School de New York, avec Carlos Buhler, Beveridge Webster, Paul Makanovitsky.
Durant une dizaine d'années, il a étroitement collaboré avec le chorégraphe Jerome Robbins qui lui confia l’entrée au répertoire de l'Opéra de Paris de tous ses ballets sur des œuvres de Frédéric Chopin.
Il a créé plusieurs œuvres du compositeur Olivier Greif : le 24 mai 1975, lors du centenaire de la naissance de Maurice Ravel, le Tombeau de Ravel, avec Olivier Greif également au piano, à Montfort-l’Amaury; le 18 novembre 1977, la Sonate n°14 dans le goût ancien à la Salle Cortot; le 25 décembre 1977, à Lausanne, la Petite Cantate de Chambre (pour voix de femme et deux pianos), avec Evelyn Brunner et Olivier Greif. Olivier Greif a composé un Prélude pour Henri Barda (1984).
Depuis 1981, Henri Barda se produit souvent au Japon. Un de ses récitals récents à Tokyo a été publié sur disque (Label Sisyphe).
Pianiste rare, Henri Barda a consacré une grande partie de sa vie à l’enseignement, au conservatoire de Villeneuve-Saint-Georges (Val-de-Marne) puis durant douze ans au Conservatoire national supérieur de musique et de danse de Paris et désormais à l'École normale de musique de Paris.
De 2017 à 2020, Henri Barda donne des concerts à la Salle Gaveau organisés par Yves Riesel pour les Concerts de Monsieur Croche.
Le 2 juillet 2022, il donne un récital Chopin-Fauré-Ravel au Mémorial de Verdun, coorganisé par l'association des Amis de Maurice Ravel dont il est membre d'honneur.

## Distinctions
- 1978 : Prix international de l'Académie Franz Liszt de Budapest (avec Jean-Jacques Kantorow)
- 1990 : Grand Prix du Disque Frédéric Chopin (pour son enregistrement des trois sonates de Chopin)

## Discographie
Rare au disque, Henri Barda a enregistré uniquement 6 albums :
- Frédéric Chopin, Sonate no 1 en Ut mineur, Sonate no 2 en si bémol mineur, Sonate no 3 en mi mineur (CD, Calliope, 1984)
- Maurice Ravel, Trio en la mineur, Sonate pour violon & piano (CD, Calliope, 1990)
- Johannes Brahms et György Ligeti, Trios pour violon, cor et piano, avec Jean-Jacques Justafré, cor, et Élisabeth Balmas, violon (CD, Actes Sud, 1996) (BNF 38341295)
- Ignace Tiegerman, Meditation (Double CD, Arbiter Records 116, 1998)[10]
- Olivier Greif, Sonate no 1 pour violon et piano, Sonate pour piano Codex Domini - Wiener Konzert, Cinq Lieder pour voix et piano - Le Tombeau de Ravel pour piano à quatre Mains - Concert "Live à l'archipel" avec Jong Hwa Park (CD, Saphir Productions, 2008)
- Johannes Brahms, Ludwig van Beethoven, Frédéric Chopin, In Japan Kioi Hall (ja), Tokyo, 2008 (CD, Sisyphe, 2011)

## Enregistrements radiophoniques
Sélection d’enregistrements conservés à l'INA
- Frédéric Chopin, Barcarolle op. 60 ; Nocturne op. 72 en mi mineur ; Mazurka op. 7 n°3 ; Mazurka n°41 op. 63 n°3 ; Mazurka n°27 op. 41 n°21 ; Alexandre Scriabine, Étude en ut dièse mineur op. 2 ; Serge Prokofiev, Sonate n°7 op. 83, final. Enregistré le 2 janvier 1963. 1re diffusion : RDF, 5 février 1963.
- Maurice Ravel, Valses nobles et sentimentales. Enregistré le 17 novembre 1971 au Studio 107. 1re diffusion : France Musique, 18 décembre 1971.
- Wolfgang Amadeus Mozart, Concerto n°9 en mi bémol Majeur K.271 "Jeunehomme", Nouvel Orchestre philharmonique de Radio France sous la direction d'Emmanuel Krivine. Enregistré à l’abbaye de Royaumont le 25 septembre 1976. 1re diffusion : France Musique, 16 janvier 1977.
- Frédéric Chopin, Concerto n°2 en fa mineur op. 21, Nouvel Orchestre philharmonique de Radio France sous la direction de Gilbert Amy. Enregistré le 22 avril 1977 au Studio 104. 1re diffusion : France Musique, 15 mai 1977.
- Béla Bartók, Sonate pour 2 pianos et percussions, avec Alain Neveux, Guy Cipriani, Gérard Perotin. Enregistré le 22 juin 1977 à La Défense. 1re diffusion : France Culture, 8 septembre 1977.
- Olivier Greif, Sonate dans le goût ancien. Enregistré le 13 février 1978. 1re diffusion : France Culture, 20 février 1978.
- Olivier Greif, Le Tombeau de Ravel, avec Olivier Greif. Enregistré le 1er février 1978. 1re diffusion : France Culture, 22 février 1978.
- Franz Schubert, Impromptu op. 142 n°1 ; Frédéric Chopin, Impromptu n°3 en sol bémol majeur. Enregistré le 9 mai 1979. 1re diffusion : France Musique, 9 mai 1979.
- Gioachino Rossini, Petite messe solennelle pour 4 solistes, chœur, 2 pianos et harmonium, direction Claude Panterne, Ensemble Vocal Jean de Ockeghem, Carmen Lavani (soprano), Benedetta Pecchioli (contralto), Dennis O'Neill (tenor), Robert Amis el Hage (basse), Jean-François Heisser, Jean-Louis Gil (harmonium). Enregistré le 29 septembre 1979 au Festival de la Besnardière. 1re diffusion : France Musique, 6 septembre 1980.
- Maurice Ravel, Le Tombeau de Couperin, Valses nobles et sentimentales, Gaspard de la Nuit. Enregistré le 17 août 1981 au festival estival de Paris. 1re diffusion : France Culture, 9 janvier 1982.
- Ludwig van Beethoven, Sonate op. 12 n°1 en ré majeur, Maurice Hasson (violon) ; César Franck, Sonate en la majeur, Maurice Hasson (violon). Enregistré le 27 mars 1983 au Théâtre du Rond-Point. 1re diffusion : France Musique, 27 mars 1983.
- Alban Berg, Sonate pour piano, 4 pièces pour clarinette et piano op. 5, avec Robert Fontaine (clarinette) ; Alexander von Zemlinsky, Trio pour clarinette, violoncelle et piano, Robert Fontaine (clarinette), Étienne Péclard (violoncelle). Enregistré le 12 janvier 1985. 1re diffusion : France Musique, 26 janvier 1985.
- Frédéric Chopin, Nocturne en mi mineur op. posthume 72 n°1 ; Franz Schubert, Impromptu op. posthume 142 n°4 en fa mineur ; Frédéric Chopin, Impromptu op. 29 n°1 en la bémol majeur. Enregistré le 9 septembre 1988 au Festival de Besançon. 1re diffusion : France Musique, 9 septembre 1988.
- Frédéric Chopin, Nocturne op. 9 n°2, Nocturne op. 55 n°2 en mi bémol majeur, Berceuse op. 57 en ré bémol majeur. Enregistré le 1er janvier 1992 au Studio 101. 1re diffusion : France Musique, 22 décembre 1992.

## Télévision
Enregistrements conservés aux archives de l'INA
- Musiques au cœur : À la recherche de Wilhelm Furtwängler, émission d'Ève Ruggieri, sur le plateau Henri Barda et Amy Flammer interprètent un extrait de la Sonate pour piano et violon de Furtwängler, A2, 7 mars 1983.
- Tempsions : Victor Hugo, George Sand, Alfred de Vigny, émission de Pierre-André Boutang et Marie-Odile Monchicourt, Henri Barda interprète Mazurka op. 63 n°3 et Mazurka op. 63 n°2 de Frédéric Chopin, FR3, 26 février 1990.
- JT 12 13, FR3 Édition Midi Pyrénées, 17 septembre 2012, Henri Barda ouvre le festival Piano Jacobins.